# Puntal (vaixell)
|  | Per a altres significats, vegeu «Puntal (desambiguació)». |

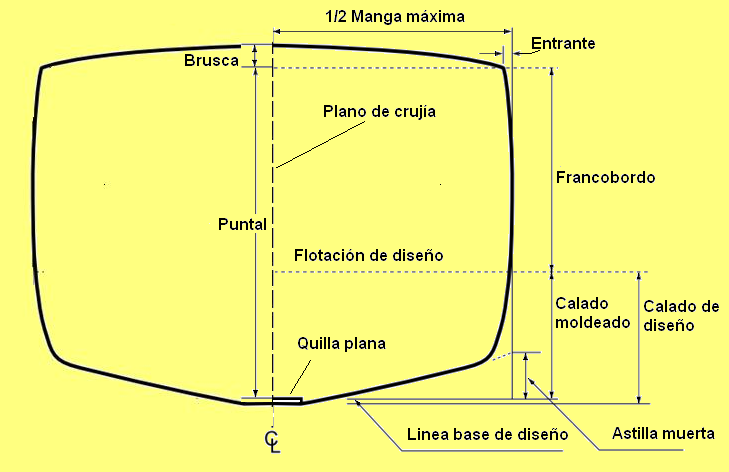
Secció ideal del buc d'acer d'un vaixell. Indicant diverses mesures en castellà.

El puntal o l'alçada d'un vaixell és una mesura que indica l'alçària interior del seu buc. Hi ha diferents versions sobre la definició de puntal i la forma de mesurar-lo.

## Història
Algunes descripcions de vaixells antics, indicant les dimensions principals d'una nau, parlen de: llarg, ample i alt. El concepte de puntal no era habitual, si existia en la ment dels usadors i constructors...

### Puntal com a element constructiu
El terme puntal designa també una peça material: element resistent (de fusta o ferro) disposat verticalment dins un vaixell per sostenir els baus per llur part central. Hi pot haver diversos puntals en una nau particular.
- En la construcció tradicional de fusta, un puntal reposava sobre la sobrequilla (antigament paramitjal) i la seva part superior sostenia una llata. La mesura d'un puntal tradicional retirava molt a l'alçària disponible en l'interior del vaixell.[3]

### Puntal com a mesura d'un vaixell
Segons un document de 1450, citat per Arcadi García i Sanz, el terme puntal (en el significat d'una mesura particular) és atestat per la primera vegada en català.
Un contracte datat l'any 1465, per a la construcció d'una  calavera a Barcelona, especifica un puntal de "VII palms menys I quart...".
- Cal recordar que:

```
1 gúa = 64,79 cm = 3 pams de gúa de 21,59 cm
[
7
]
[
8
]
```

En castellà hi ha una definició (prou imprecisa) de 1611, de Tomé Cano.
| « | “Puntal, es lo alto que haze la nao dende las cubiertas hasta el Plan”. | » |

### Utilitat
Un dels paràmetres més importants en un vaixell mercant és la capacitat de càrrega. Aquesta capacitat ha estat mesurada o avaluada en àmfores, salmes, bótes, tones de diverses mides,... El puntal d'una nau (mesurat d'una manera determinada, en cada cas) es fa servir en totes les fórmules de càlcul de l'arqueig o capacitat de càrrega teòrica de la nau esmentada.

## Problemàtica real
És impossible donar una definició senzilla de puntal que sigui vàlida en tots els casos. Hi ha molts tipus de vaixells i sistemes constructius molt diferents.

### Variants de construcció
Les diferents definicions de puntal són convencionals: s'estableixen per conveni. En alguns casos, les mesures reals per a cada sistema constructiu (i cada definició) són molt semblants. En altres exemples les diferències són molt grans.

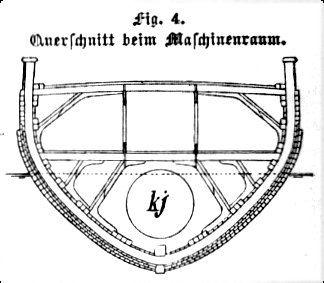
1
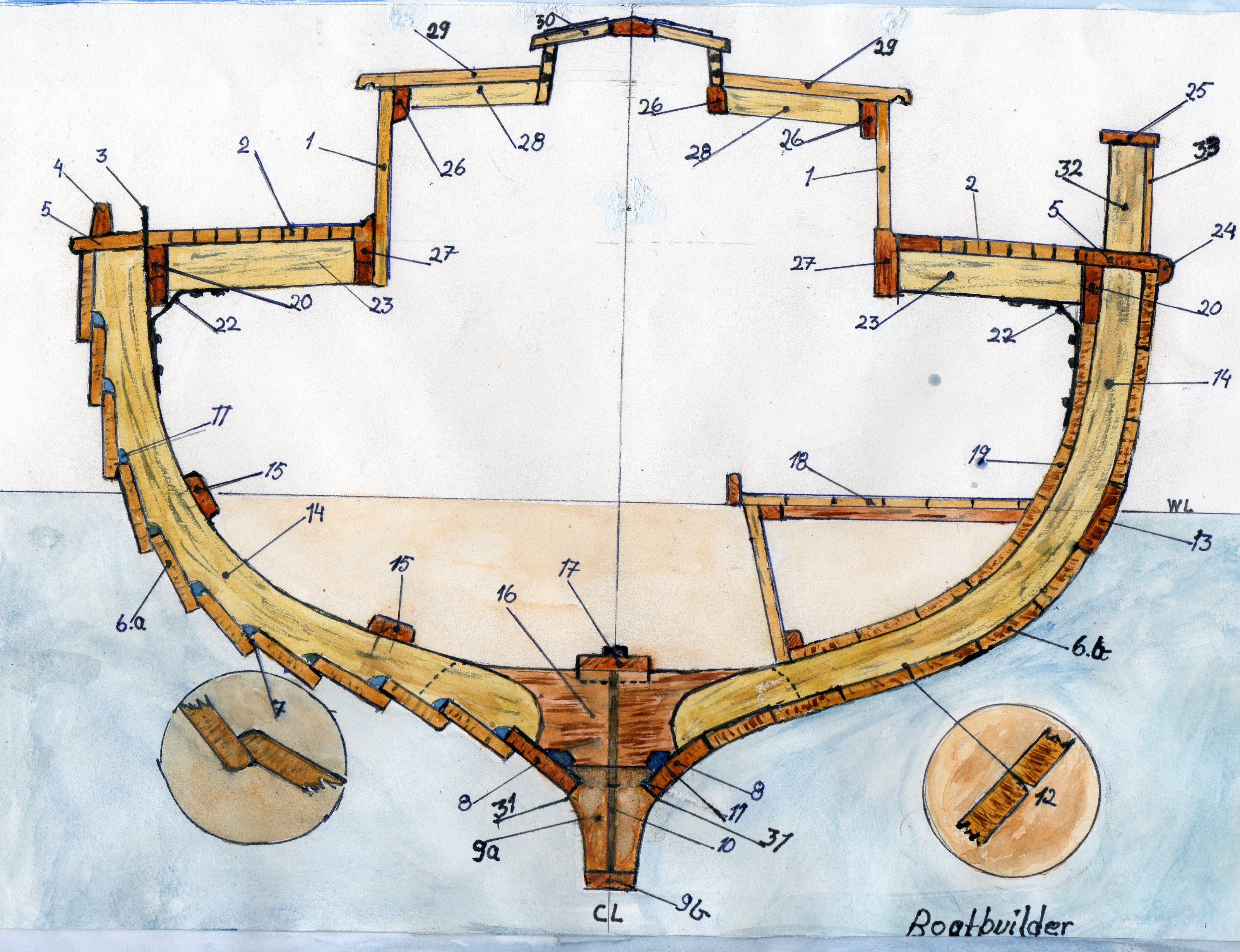
2
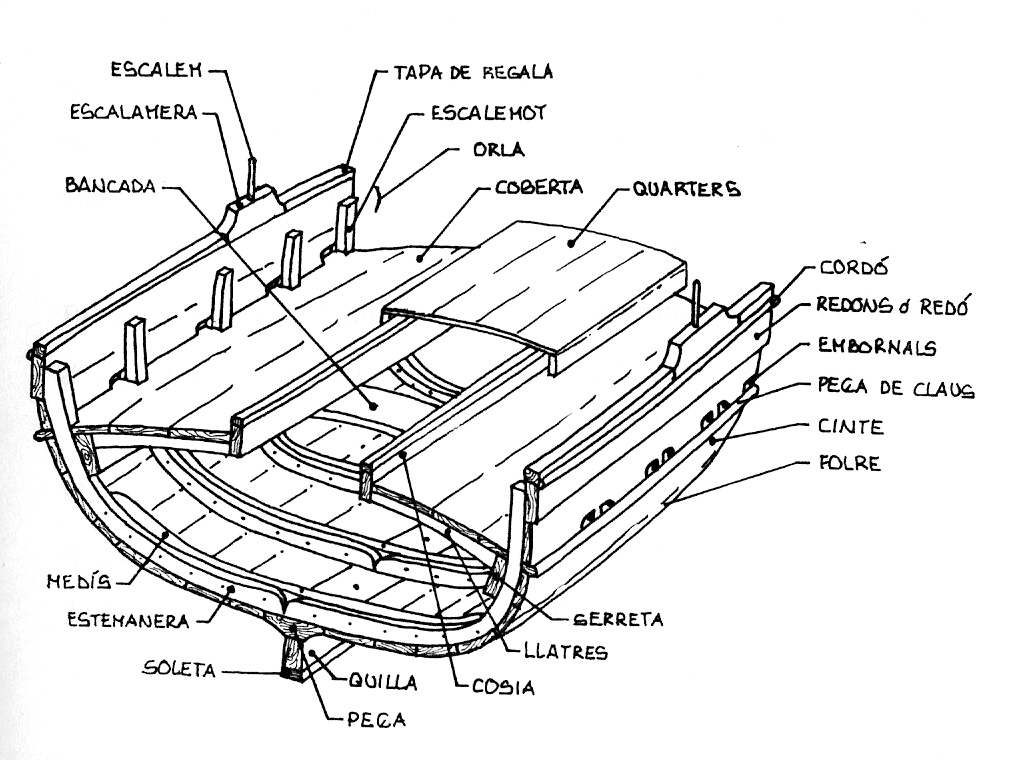
3
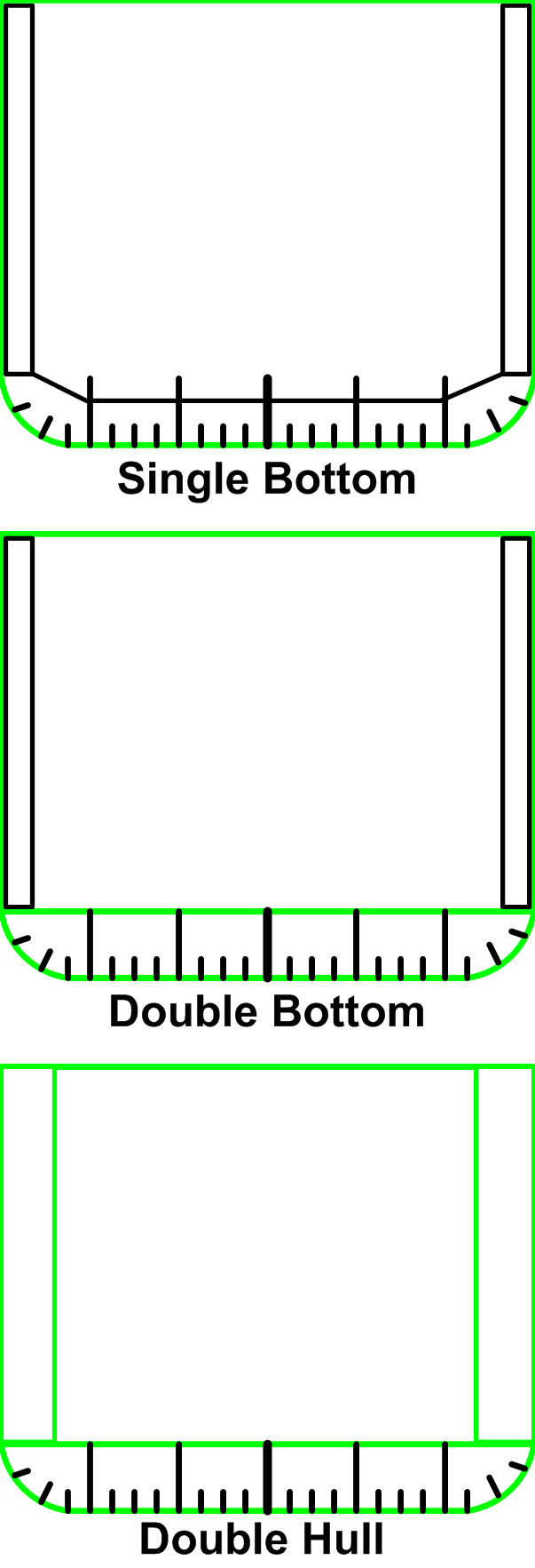
4
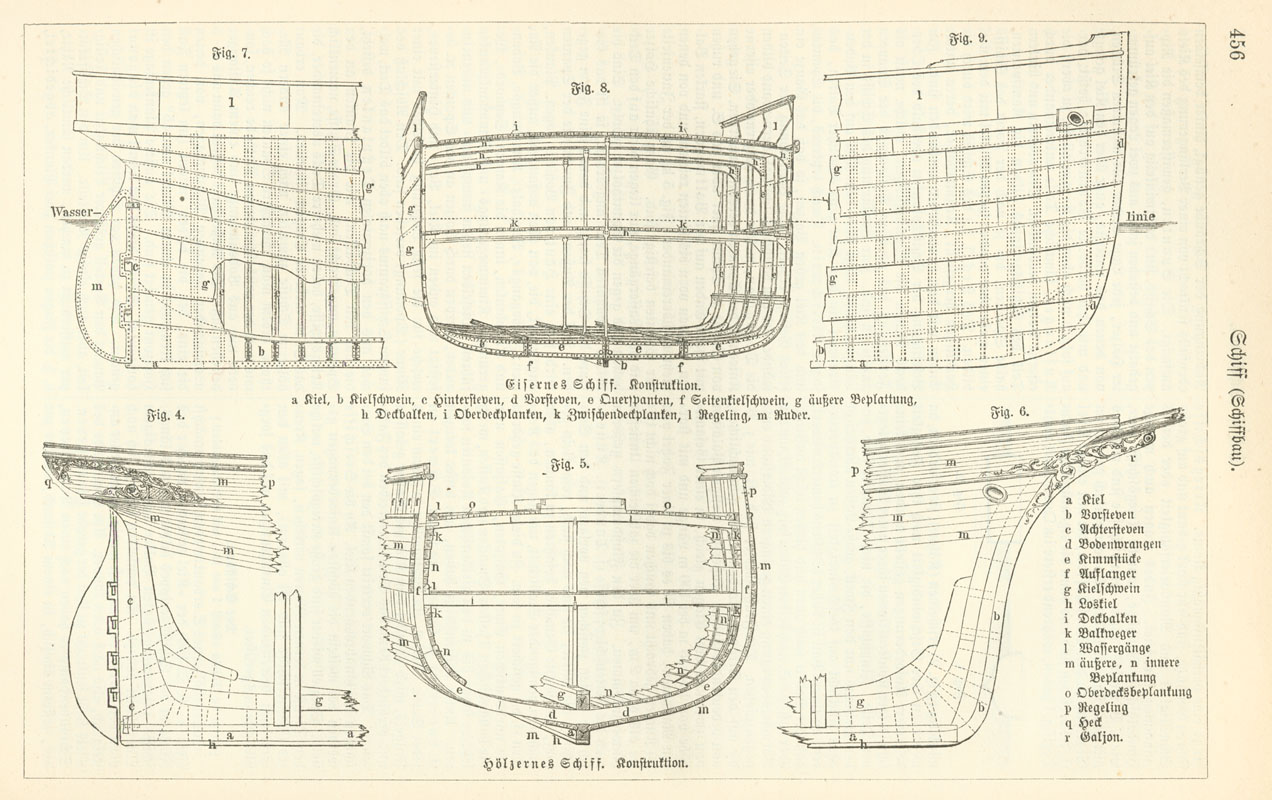
5
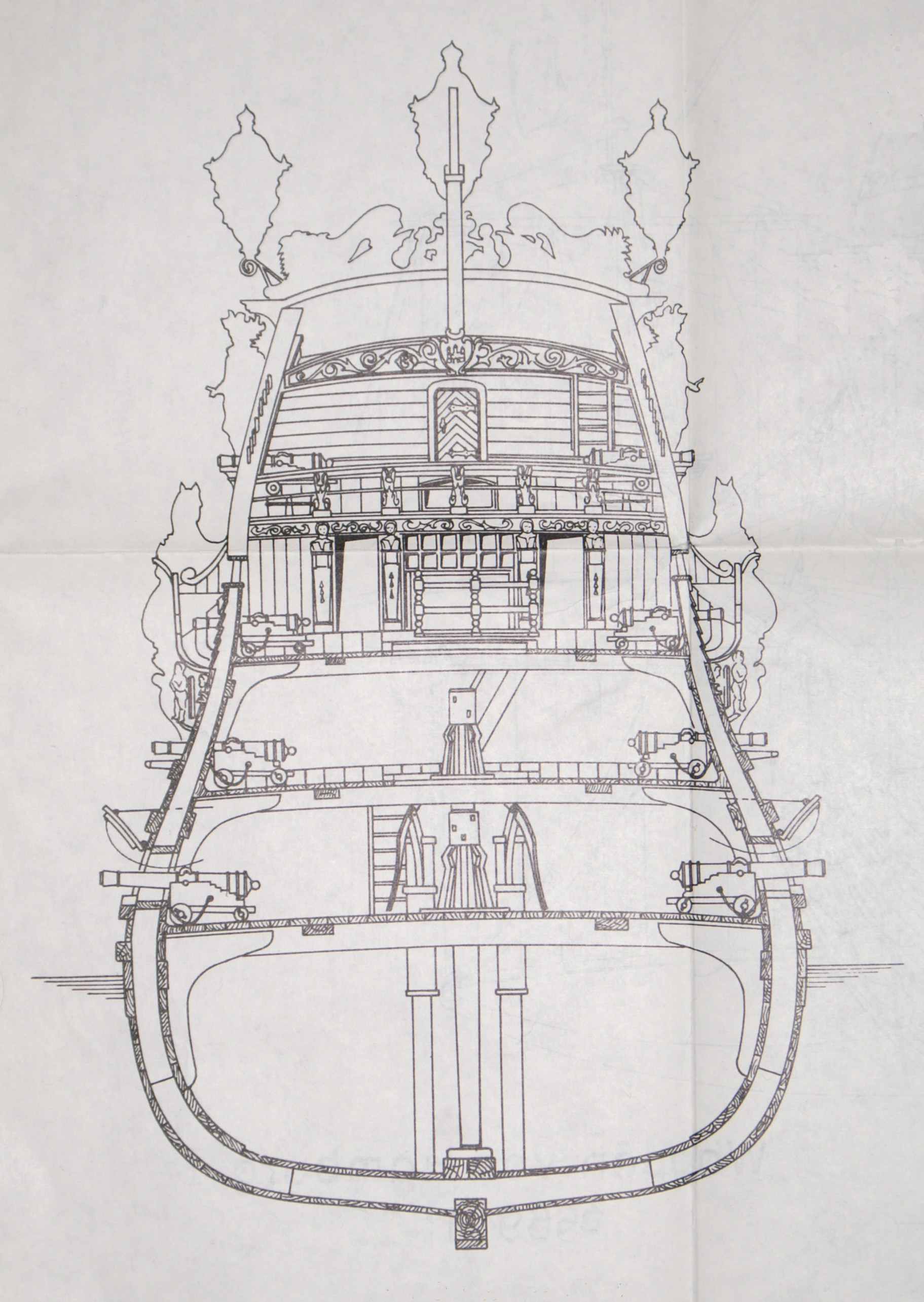
6
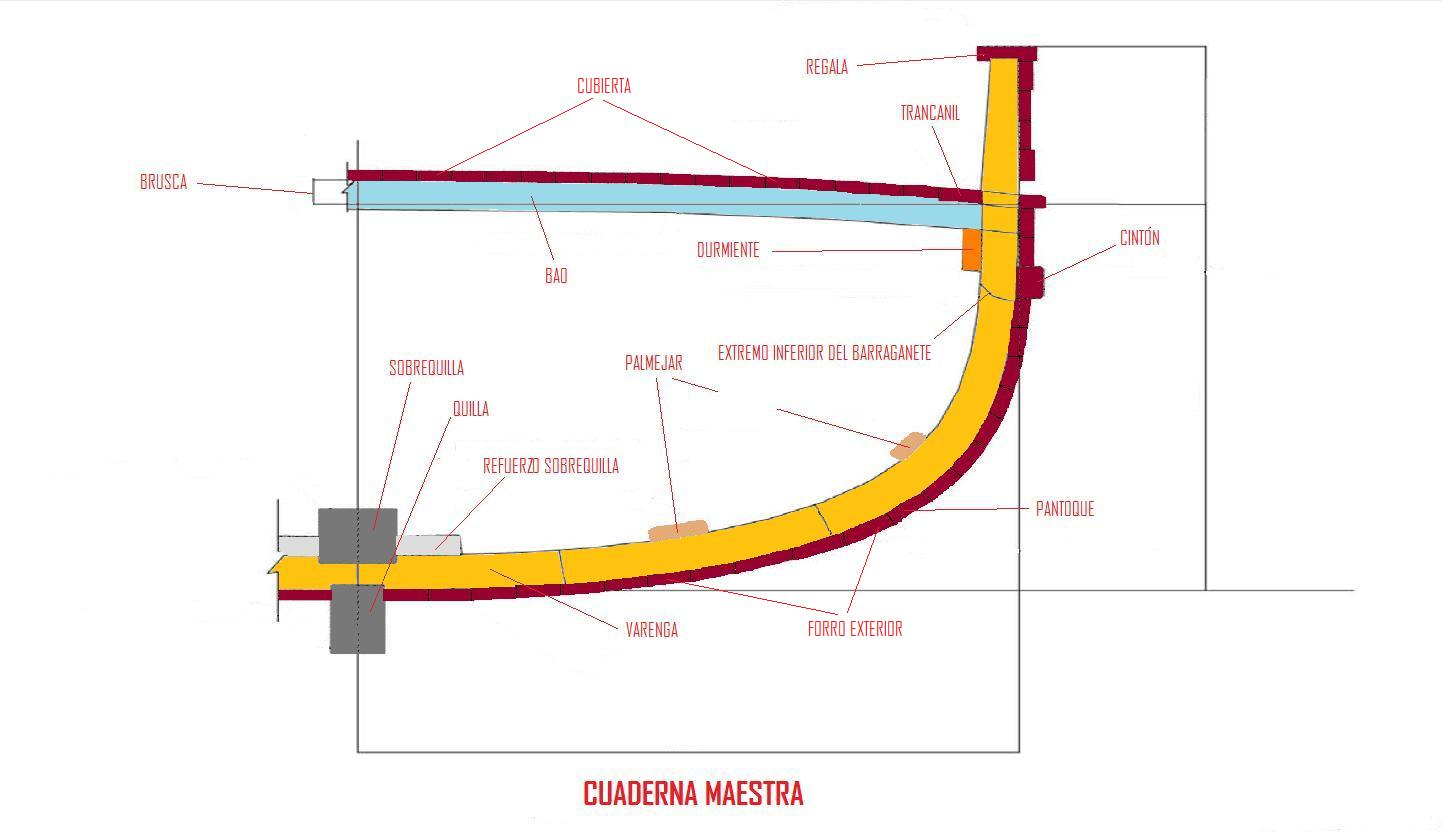
7
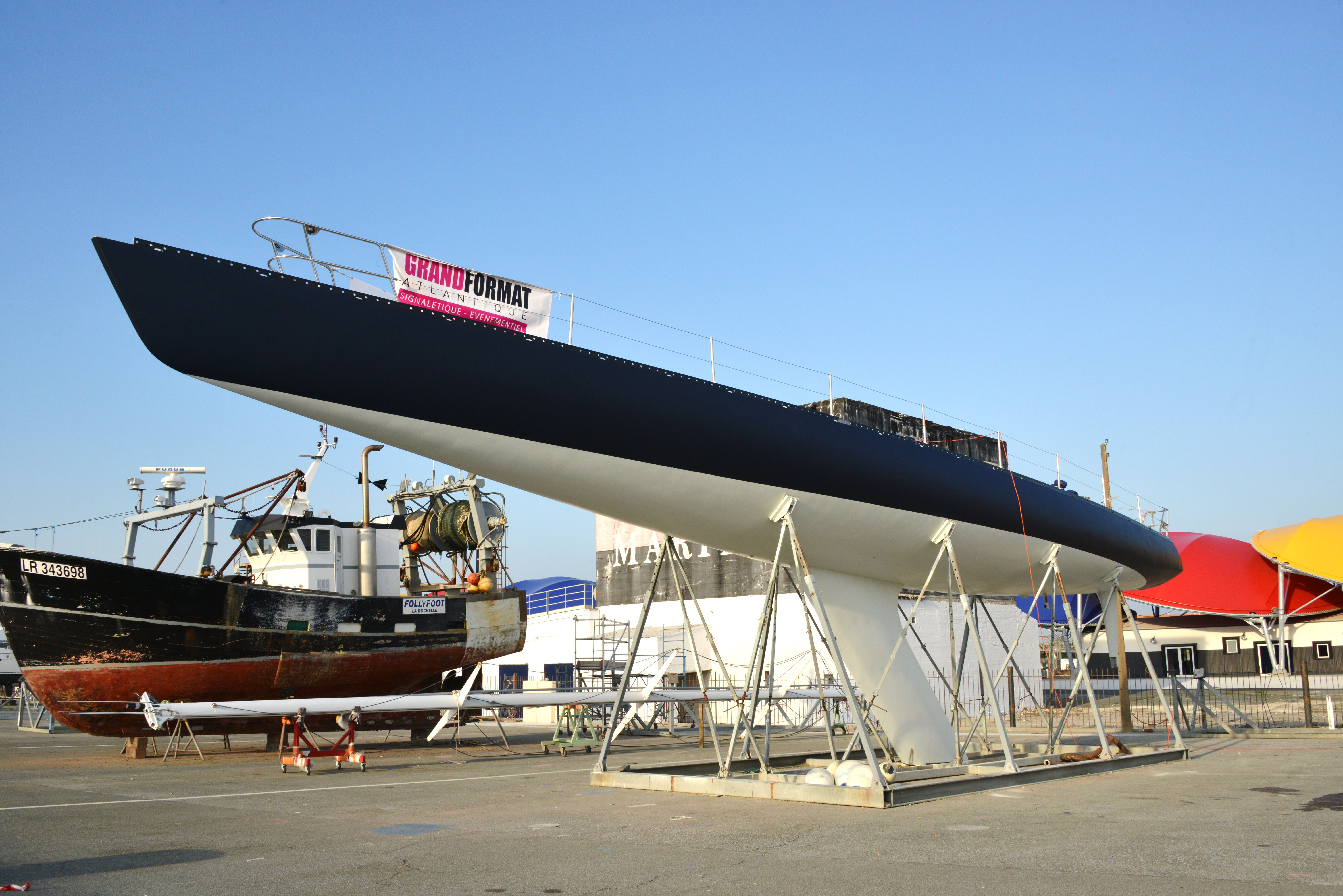
8. Exemple de puntals interior i exterior molt diferents.

### Definició 1
La mesura del puntal com a element constructiu determina la distància que hi ha entre la part superior de la sobrequilla i la part inferior del bau (en la part central). El puntal, abans de muntar-se, és més llarg pel fet d'anar encaixat a la base i a la part superior.

### Definició 2
El puntal és la distància vertical que hi ha entre la part superior de la sobrequilla (o el pla de sentina) i la part més baixa i interior de la coberta (situada a una banda). (Nota: aquesta definició és una de les més tradicionals i preferible a altres).

### Definició 3
El puntal és la distància que hi ha entre la part superior del folre (llata més propera a la sobrequilla) i la part més baixa (i interior) de la coberta (situada a una banda).

### Definició 4
En alguns diccionaris francesos (i en l'article corresponent de la Wiquipédia en francès) el puntal es defineix com la distància entre la part més baixa de la quilla i la part superior més baixa de la coberta.
- Aquesta definició permet establir l'equivalència: puntal = calat + francbord.

## Exemple de puntal en el càlcul de l'arqueig
Una obra de 1751 explica de manera detallada (i relativament precisa i entenedora) de calcular l'arqueig d'una nau a partir del puntal, entre altres magnituds.